# スーパーバイク世界選手権
スーパーバイク世界選手権(スーパーバイクせかいせんしゅけん、SBK、もしくはWorld Superbike Championship(略称：WSBまたはWSBK))とは、4ストロークの2・3・4気筒エンジン搭載の市販自動二輪車を用い、舗装されたクローズドサーキットで行われるオートバイレースの世界選手権である。
国際モーターサイクリズム連盟(FIM)が統括、ドルナスポーツが主催している。2012年までの主催者はイタリアのFGスポーツであった。

## 概要

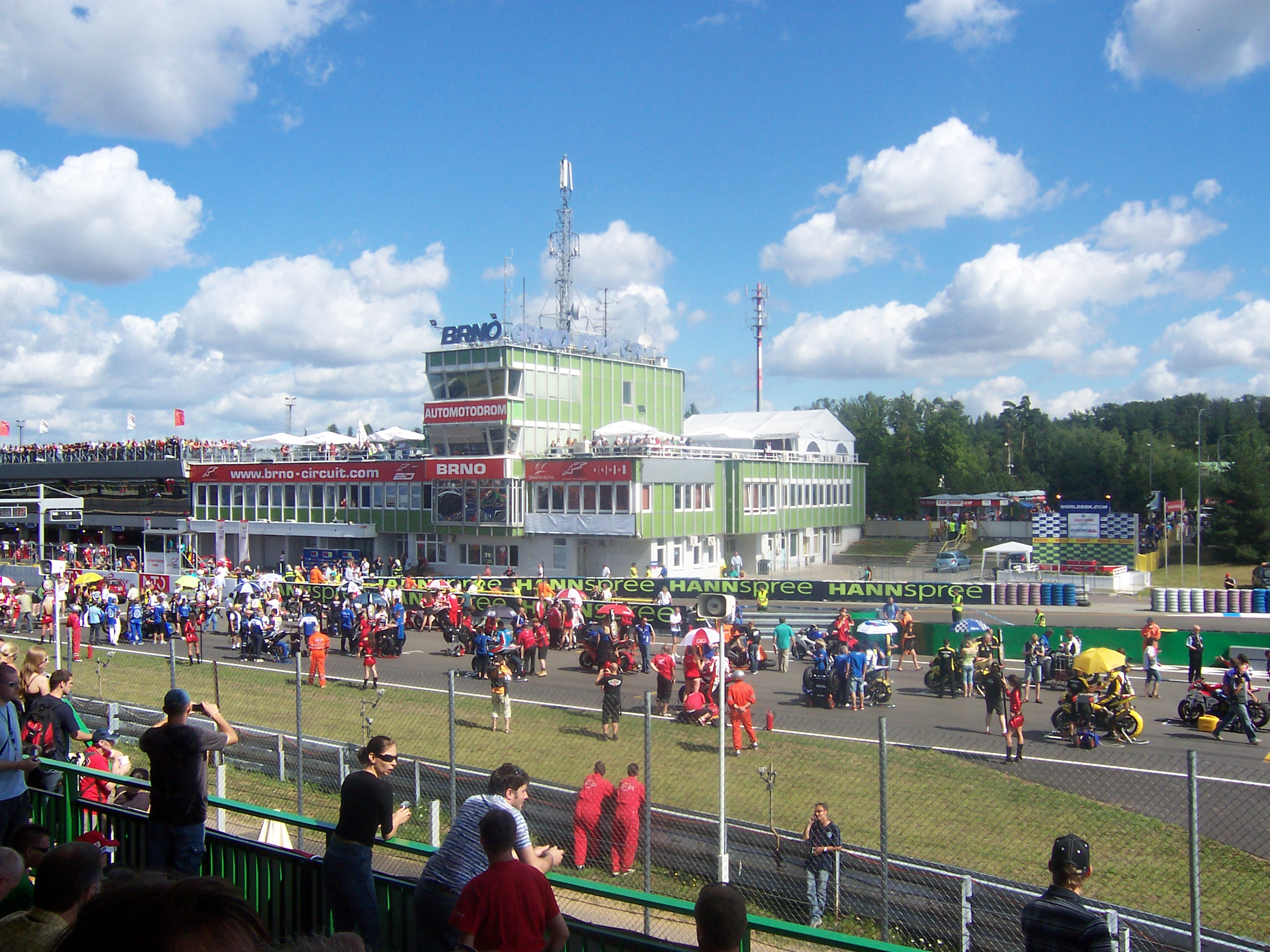
スタート風景（2008年、Brno）

元AMAライダーのスティーブ・マクラフリンが車種の多様な4ストロークエンジンの市販車を用いたレースとして発案。1988年よりFIM公認の世界選手権として開催されている。ロードレース世界選手権(MotoGP)と異なりレース専用に開発された車両ではなく、市販車をベースとした改造車両で行われる。4輪レースのフォーミュラカー選手権に対するGT選手権に例えられるが、同一サーキットにおけるラップタイムの差は4輪のそれに比べ非常に小さく、条件次第ではMotoGPマシンのラップタイムを凌駕することもある。
世界の主なオートバイメーカーがスーパースポーツカテゴリーの旗艦モデルを投入し、レース参戦から得た技術を競い市販車にフィードバック、ブランドイメージの向上と技術開発の場としての側面もある。
レースは主に欧州を中心とした世界各国で開催される。年間13ラウンド前後で行われているが、2020年はCOVID-19の世界的な蔓延により8ラウンドに短縮されて行われた。日本でも開幕初年度からスポーツランドSUGOでも開催されていたが、2004年以降は開催されていない。
レース方式でMotoGPとの差別化が図られているが、中でも最大の違いは1大会につき複数の決勝レースが行われる事である(2023年からMotoGPでも土曜に行われるスプリントレースが導入されているが、公式の勝利数としてカウントされないなど「決勝レース」と位置づけられていない)。予選方式にも特徴があり、過去様々な方式が導入された。表彰式では優勝したライダーの国歌と共に優勝車両のマニュファクチャラーの国歌も流される事もスーパーバイク世界選手権の特徴だったが、2024年を最後にマニュファクチャラーの国歌は流されなくなった。
サポートレースとして、600cc級のスーパースポーツ世界選手権、300cc級のスーパースポーツ300世界選手権が併催されている。かつてはスーパーストック1000、スーパーストック600、ヨーロピアンジュニアカップもサポートレースとして併催されていた。

### エントラント

#### ライダー

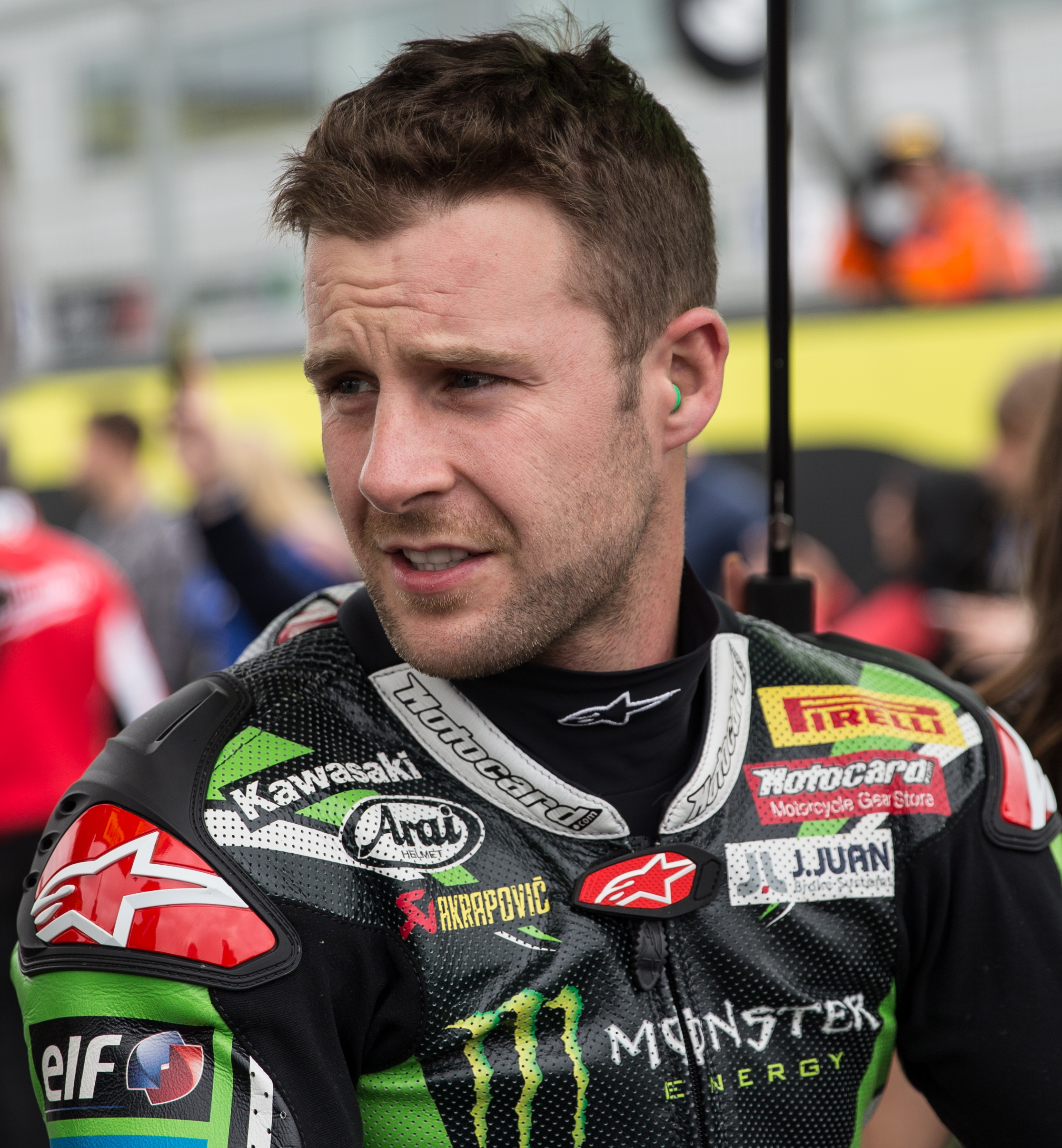
2015年・2016年・2017年・2018年・2019年・2020年と、前人未到の6年連続でスーパーバイク世界選手権のチャンピオンとなったジョナサン・レイ。近年の当大会ライダーの代表格である。

主に世界各国の国内選手権の上位成績者やロードレース世界選手権からの転向者が参戦している。
歴代の最多タイトル獲得・最多勝ライダーはジョナサン・レイで、2015年の初タイトル獲得から2020年まで前人未到の6連覇を達成、勝利数は2022年シーズン終了時点で118勝である。タイトル数・勝利数の次点はカール・フォガティで、1994年、1995年、1998年、1999年の計4回のタイトル、通算59勝である。
日本人ライダーもこれまでに計15名超が参戦している(→#主な日本人ライダー)。2021年まで日本人ライダーによるタイトル獲得は達成されておらず、芳賀紀行の年間ランキング2位(2000年、2007年、2009年)が最高位である。直近では2021年から2年間、GRTヤマハWSBKジュニアチームより野左根航汰が参戦した。なお、最年少優勝記録は1996年の日本ラウンドにワイルドカード参戦した武田雄一(当時18歳8ヶ月27日)によるものであるが、これは日本人ライダーの初優勝でもある。

#### マニュファクチャラー(メーカー)
スーパースポーツ車両を製造する世界各国の主要なオートバイメーカーが参戦しており、2024年シーズンでは、カワサキ(ニンジャZX-10RR)、ドゥカティ(パニガーレV4R)、ヤマハ(YZF-R1)、ホンダ(CBR1000RR-R)、BMW(M1000RR)の5社がフル参戦した。参戦メーカーは世界的な景気動向や他の選手権への注力、倒産などにより度々変動しており、かつてはスズキ、アプリリア、MVアグスタ、ビモータ、ビューエル等も参戦していた。なお、フル参戦を取りやめているメーカーの車両がスポット参戦することもあり、2021年にはスペイン選手権に参戦中の浦本修充がスズキ・GSX-R1000Rで第7戦ナバラに参戦した。
マニュファクチャラーズタイトルの獲得数はドゥカティが1位で2022年までの35シーズン中17回と圧倒している。ただし、2002年までのレギュレーションは明らかにドゥカティが走らせていた2気筒車両に有利なもので、17回中11回は2002年以前に獲得したものである。次点はカワサキの6回で2015年の初獲得以降2020年まで6連覇を達成、以下アプリリアとホンダが4回、ヤマハが3回、スズキが1回である。
各マニファクチャラーの車体とライダーのイメージ（2007年の例）
- カワサキ・ニンジャZX-10Rを駆るフォンシ・ニエト
- ホンダ・CBR1000RRを駆るジェームス・トスランド
- スズキ・GSX-R1000 K7を駆るマックス・ビアッジ
- ヤマハ・YZF-R1を駆る芳賀紀行
- ドゥカティ・999F07を駆るen:Lorenzo Lanzi

#### タイヤ
2003年まではミシュラン、ダンロップ等複数のタイヤメーカーが参戦していたが、2002年以降ミシュランの性能が突出、2002年と2003年はミシュランタイヤを使用するごく一部のチームに勝者が集中するようになってしまったため、2004年からタイヤワンメイクが導入された。以来現在に至るまでピレリが供給している。
ピレリのスーパーバイクレース用スリックタイヤはコンパウンドが柔らかい物から順にSCX、SC0、SC1、SC2、SC3の5種類(SCXはリアのみ)存在するが、近年のレースでは主にフロントタイヤはSC1とSC2、リアタイヤはSCXとSC0が使用されており、これらに加えて予選タイヤに相当するスーパーポールおよびスーパーポールレース用のハイグリップなリアタイヤとしてSCQが供給されている。2023年シーズンよりフロントタイヤにもSC0が導入されている。ウェットコンディション用にはインターミディエイトタイヤ(INT/SCW)とレインタイヤ(SCR1、SCR2)が供給されている。
これらの標準タイヤに加え、「開発ソリューション」と呼ばれる新開発のタイヤが実戦テストを兼ねて供給されることもある。これは次世代の標準タイヤ候補であり、良好な結果が得られた物は後に標準タイヤとして採用される。
SCXは2019年、スーパーポールレースの導入に合わせて新たに導入されたリアタイヤである。本来10周のスーパーポールレースでの使用を想定して作られたもので、SC0よりもグリップ力が強く好タイムが得られるが、上手く使えば20周前後の距離でも保たせる事ができるためレース1・レース2でも使用されるようになった。一般論としてレース用タイヤは路面温度が低い場合にソフトタイヤが、高い場合にハードタイヤが適すると言われているが、SCXはSC0よりもソフトなタイヤでありながら高い路面温度でその性能が発揮されるため、実際のレースでは路面温度が高い場合にSCXが、逆に低い場合にSC0が使用される事が多い。
SCQは2022年から予選タイヤに代わるものとして新たに導入されたタイヤである。2021年まではスーパーポール(予選)セッション専用にタイムアタックに特化した予選用リアタイヤが供給されていたが、予選タイヤはわずか1〜2周で役目を終えるタイヤであり、環境問題の観点からFIMはこれを廃止するよう要望していたこともあってピレリは2021年限りで従来の予選タイヤを廃止、代わってSCQが2022年より予選における1周のタイムアタックから10周のスーパーポールレースまで対応可能なハイグリップタイヤとして供給されている。なお、SCQはレース1・レース2での使用は禁止されている。
供給されるタイヤの種類はサーキットによって異なり、開催時期やサーキットの性質に合わせて供給される。安全性などの理由によりSCQやSCXタイヤが供給されないサーキット(これらの場合、SCXがSCQの、SC0がSCXの代用となる)やSCXがレース1・レース2では使用できないサーキットも存在する。
リヤタイヤの種類はタイヤ左側面のラベルの色で識別することができるが、サイズが小さく、左側にしか無いため確認はやや困難である。ラベルの色は以下の通りである。
SCQ：紫、SCX：赤、SC0：白、SC1：青、SC2：緑

## 選手権の概要
決勝レースの着順に応じたポイントの合計により、ライダー、マニュファクチャラーの年間タイトルを競う。マニュファクチャラーズタイトルは各レースにおける同一メーカー最高位ライダーのポイントの年間合計により競われる。

### ポイントシステム
| 着順 | 1  | 2  | 3  | 4  | 5  | 6  | 7 | 8 | 9 | 10 | 11 | 12 | 13 | 14 | 15 |
| ---- | -- | -- | -- | -- | -- | -- | - | - | - | -- | -- | -- | -- | -- | -- |
| 得点 | 25 | 20 | 16 | 13 | 11 | 10 | 9 | 8 | 7 | 6  | 5  | 4  | 3  | 2  | 1  |

| 着順 | 1  | 2 | 3 | 4 | 5 | 6 | 7 | 8 | 9 |
| ---- | -- | - | - | - | - | - | - | - | - |
| 得点 | 12 | 9 | 7 | 6 | 5 | 4 | 3 | 2 | 1 |

### 予選
1998年より「スーパーポール」の呼称が使用されているが、その内容は開催時期により大きく異る。

#### 現行（2019年-）
スーパーポールは全車一斉走行で行われる一般的な計時予選である。土曜午前のスーパーポールセッションにおけるラップタイムにより土曜午後に行うレース1のグリッドを決定する。スーパーポールレースのグリッドはレース1のグリッドと共通である。レース2のグリッドはスーパーポールレースの9位までの着順との組み合わせで決定する。

#### 過去の予選方式

##### 1998-2008年
金曜の午後と土曜の午前に計時予選を行い、下位(17番グリッド以降)のグリッドはこの2つの予選で決定された。予選上位16名のライダーは決勝前日午後のスーパーポールに進出、最終的なグリッドはこのセッションでのタイムにより決定、予選結果は2つのレース両方のグリッドに適用された。
当時のスーパーポールは鈴鹿8時間耐久レースの予選スペシャルステージ(現在のトップ10トライアル)同様、1台ずつのタイムアタックであった。他者に邪魔されない純粋なラップタイムを競うため好評だったが進行に時間がかかり、セッション中の天候の変化が公平を欠くなどの問題もあった。

##### 2009年-2013年
スーパーポールはノックアウト方式に改められた。3セッション(ウエット宣言された場合は2セッション)で行われ、2010年までは予選上位20名、2011年と2012年は16名、2013年は15名がスーパーポールに進出、SP1では下位4名(2013年は3名)が脱落、SP2では2010年までは8名、2011年と2012年は4名、2013年は3名が脱落、SP3は8名(2013年は9名)で競われた。この3つのセッションに対し各ライダーには合計2本の予選タイヤが供給された。当時の予選タイヤはわずか1-2周しか保たないがレースタイヤより遥かに高いグリップ力を発揮、大幅なラップタイムの短縮が期待され、この2本の予選タイヤを3つのセッションにいかに割り当てるかといった戦略も当時のスーパーポールの見所の一つであった。2014年以降のスーパーポールでも予選タイヤもしくはそれに近いスーパーソフトタイヤは使用されているが、単純にタイムアタックのために使用されており、当時の様な戦略性は失われている。

##### 2014年-2018年
2014年、参戦台数確保のために導入されたEvoクラスのTV放送における露出を確保することを目的にMotoGPと同じ予選方法が導入された。
これまでのスーパーポールは予選上位ライダーのみが参加する特別セッションの位置付けであったが、2014年以降は全てのライダーが参加する予選セッションとなった。金曜・土曜の予選セッションは廃止(フリー走行に変更)され、予選はSP1・SP2、2つのセッションに集約された。フリー走行のラップタイム上位10名にはSP2の進出権が与えられ、11位以降のライダーはSP1を走行、SP1の上位2名にもSP2への進出権が与えられた。SP1で3位以降のライダーは13位以降でグリッド確定、SP2の結果によりポールポジションから12位までのグリッドが確定した。
2016年まで、予選結果は2つのレース両方のグリッドに適用されていた。
2017年・2018年はスーパーポールの結果はレース1のグリッドにのみ適用され、レース2のグリッドはレース1の着順により決定する、変則リバースグリッドが採用されていた。レース２のPPはレース1で4位のライダー、以下2列目6番グリッドまでをレース1の9位までのライダーが着順に割り当てられ、3列目は1位のライダーが9番、2位のライダーが8番、3位のライダーが7番グリッドからのスタートであった。

### 決勝
現在は1ラウンドに付き3レース制で、土曜午後にレース1、日曜午前にスーパーポールレース、午後にレース2を行う。
2018年まではレース1・レース2の2レース制で行われていた。2015年までは原則として両レース共に日曜に行われており、当時はレース2を控えているためレース1の表彰式ではシャンパンファイトは行われなかった。2016年以降、レース1を土曜、レース2を日曜に行うよう改められ、以降両レース共に表彰台でのシャンパンファイトが行われるようになった。スーパーポールレースが導入されたのは2019年からで、スーパーポールレースはレース2の予選を兼ねている。スーパーポールレースの表彰式は略式で表彰台のセレモニーは省略されているが、公式記録上3位以内のライダーは表彰台獲得者として記録されている。

## 参戦車両
出場できる車両は、FIMのホモロゲーション認証を受けた2・3・4気筒の自然吸気4ストロークエンジンの市販自動二輪車。あくまでも市販車改造のレースであり、レースに特化した少数生産の競技専用車両の参戦を規制するため150台以上を製造・販売する事がホモロゲーション取得の条件となっており、参戦コストの高騰を防ぐため車両価格にも上限(44,000ユーロ)が設定されている。参戦車両の多様性と性能の均衡を両立させるため気筒数に応じた排気量上限が設けられており、改造範囲は厳しく制限されている。2018年から参戦車両毎のレブリミット回転数規制と主にエンジンのアップデートを抑制する目的でコンセッションルールが導入されている。2022年から成績の低迷しているメーカーにスーパーコンセッションパーツという形でフレームの修正が許可された。
車両レギュレーションは市販車両の市場動向、景気の影響などにより過去何度も見直されている。

### 現行の車両レギュレーション[5]
排気量は4気筒・3気筒は750-1,000cc、2気筒は850-1,200cc。最低重量は気筒数に関わらず168kg。2024年よりライダーの体重に応じた複合重量制が導入され、装備込みのライダーの標準体重を80kgとし、これより軽いライダーはそれとの差の50%のバラスト搭載を義務付ける。エンジン部品の変更はカムシャフトのみ認められており、ピストン、コンロッドの変更は禁止されている。クランクシャフトとバランスシャフトは重量±20%の範囲でバランス取り等の加工が認められている。エンジンは年間の開催ラウンド数の半分(端数切り上げ)の基数のみ使用可能であり、これを上回る数のエンジンの使用はペナルティの対象となる。2025年から燃料流量制限が導入されたため燃料タンク容量制限は撤廃されている。2024年は21L、2023年までは24Lだった。
車体に関しては基本構造や外観の大幅な変更は禁止されているが、フレームの補強、フロントフォークやスイングアームの変更は認められている。ブレーキシステムの変更は認められているがカーボン製ブレーキディスクの使用は禁止されている。ウイングレットについては市販状態で装着されていない車両への後付は認められない。
参戦コストの削減と戦力の均衡を目的として主要部品は公認制で価格の上限が定められており、ワークスチームが使用する部品と同じ物はプライベーターでも使用可能である。これによりワークス車両とプライベーター車両はハードウエアとして同等となりうるが、ECUにはプライベーターでは操作できない設定項目があるなどにより必ずしもワークス車両と同じ性能を得られるわけではない。

#### レブリミット
2018年から2024年までの間、車両間の性能均衡を目的に参戦車両毎にエンジンのレブリミットが導入されていた。回転数の上限値は市販車両をダイノテストで計測、「最高出力発生時の回転数＋1,100rpm」又は「3速と4速のレブリミット平均の103％」のいずれか低い方とされており、シーズン開始までにFIMによって決定されるが、導入初年度の2018年は2気筒車両は12,400rpm、4気筒車両は原則14,700rpmであった。例外として当時3年連続でライダー・マニュファクチャラーの両タイトルを獲得していたカワサキには戦力の突出を理由に14,100rpmが、2017年シーズンのレブリミットが14,700rpmより低かったホンダには14,300rpmが適用された。
2023年よりレブリミット値の算出方法が変更され、ダイノテストで計測された「最高出力発生回転数+700rpm」または「最高出力計測後90%の出力時の回転数」のいずれか低い方となった。メーカーは従来のレブリミットを選択することも可能とされている。
| 参戦車両のレブリミット（開幕時→シーズン終了時） \| \| 2018年 \| 2018年 \| 2019年 \| 2019年 \| 2020年 \| 2020年 \| 2021年 \| 2021年 \| 2022年 \| 2022年 \| 2023年 \| 2023年 \| 2024年 \| 2024年 \| \| メーカー \| 車種 \| 回転数(rpm) \| 車種 \| 回転数(rpm) \| 車種 \| 回転数(rpm) \| 車種 \| 回転数(rpm) \| 車種 \| 回転数(rpm) \| 車種 \| 回転数(rpm) \| 車種 \| 回転数(rpm) \| \| ---------- \| ----------- \| ------------- \| ------------- \| ------------- \| ------------- \| ----------- \| ------------- \| ----------- \| ------------- \| ----------- \| ------------- \| ------------- \| ------------- \| ----------- \| \| アプリリア \| RSV4 \| 14,700 \| RSV4(※) \| 14,700 \| RSV4 \| 14,700 \| RSV4(※) \| 14,700 \| RSV4(※) \| 14,700 \| RSV4(※) \| 14,700 \| RSV4 \| 14,700 \| \| BMW \| S1000RR \| 14,700→14,950 \| S1000RR \| 14,900 \| S1000RR \| 14,900 \| M1000RR \| 15,500 \| M1000RR \| 15,500 \| M1000RR \| 15,500 \| M1000RR \| 15,500 \| \| ドゥカティ \| パニガーレR \| 12,400 \| パニガーレV4R \| 16,350→16,100 \| パニガーレV4R \| 16,100 \| パニガーレV4R \| 16,100 \| パニガーレV4R \| 16,100 \| パニガーレV4R \| 16,100→15,600 \| パニガーレV4R \| 16,100 \| \| ホンダ \| CBR1000RR \| 14,300→14,550 \| CBR1000RR \| 14,550→15,050 \| CBR1000RR-R \| 15,600 \| CBR1000RR-R \| 15,600 \| CBR1000RR-R \| 15,600 \| CBR1000RR-R \| 15,600 \| CBR1000RR-R \| 15,600 \| \| カワサキ \| ZX-10RR \| 14,100 \| ZX-10RR \| 14,600 \| ZX-10RR \| 14,600 \| ZX-10RR \| 14,600 \| ZX-10RR \| 14,600 \| ZX-10RR \| 14,600→15,100 \| ZX-10RR \| 15,100 \| \| MVアグスタ \| 1000F4 \| 14,700→14,950 \| 1000F4(※) \| 14,950 \| 1000F4(※) \| 14,950 \| 1000F4(※) \| 14,950 \| 1000F4(※) \| 14,950 \| 1000F4(※) \| 14,950 \| 1000F4 \| 14,950 \| \| スズキ \| GSX-R1000 \| 14,700 \| GSX-R1000(※) \| 14,900 \| GSX-R1000(※) \| 14,900 \| GSX-R1000 \| 14,900 \| GSX-R1000(※) \| 14,900 \| GSX-R1000(※) \| 14,900 \| GSX-R1000 \| 14,900 \| \| ヤマハ \| YZF-R1 \| 14,700 \| YZF-R1 \| 14,700 \| YZF-R1 \| 14,950 \| YZF-R1 \| 14,950 \| YZF-R1 \| 14,950 \| YZF-R1 \| 14,950→15,200 \| YZF-R1 \| 15,200 \| 斜体は2気筒車両。太字は新型・モデルチェンジ車両。 (※)参戦車両無し |             |               |               |               |               |             |               |             |               |             |               |               |               |             |
| | 2018年      | 2018年        | 2019年        | 2019年        | 2020年        | 2020年      | 2021年        | 2021年      | 2022年        | 2022年      | 2023年        | 2023年        | 2024年        | 2024年      |
| メーカー | 車種        | 回転数(rpm)   | 車種          | 回転数(rpm)   | 車種          | 回転数(rpm) | 車種          | 回転数(rpm) | 車種          | 回転数(rpm) | 車種          | 回転数(rpm)   | 車種          | 回転数(rpm) |
| アプリリア | RSV4        | 14,700        | RSV4(※)       | 14,700        | RSV4          | 14,700      | RSV4(※)       | 14,700      | RSV4(※)       | 14,700      | RSV4(※)       | 14,700        | RSV4          | 14,700      |
| BMW | S1000RR     | 14,700→14,950 | S1000RR       | 14,900        | S1000RR       | 14,900      | M1000RR       | 15,500      | M1000RR       | 15,500      | M1000RR       | 15,500        | M1000RR       | 15,500      |
| ドゥカティ | パニガーレR | 12,400        | パニガーレV4R | 16,350→16,100 | パニガーレV4R | 16,100      | パニガーレV4R | 16,100      | パニガーレV4R | 16,100      | パニガーレV4R | 16,100→15,600 | パニガーレV4R | 16,100      |
| ホンダ | CBR1000RR   | 14,300→14,550 | CBR1000RR     | 14,550→15,050 | CBR1000RR-R   | 15,600      | CBR1000RR-R   | 15,600      | CBR1000RR-R   | 15,600      | CBR1000RR-R   | 15,600        | CBR1000RR-R   | 15,600      |
| カワサキ | ZX-10RR     | 14,100        | ZX-10RR       | 14,600        | ZX-10RR       | 14,600      | ZX-10RR       | 14,600      | ZX-10RR       | 14,600      | ZX-10RR       | 14,600→15,100 | ZX-10RR       | 15,100      |
| MVアグスタ | 1000F4      | 14,700→14,950 | 1000F4(※)     | 14,950        | 1000F4(※)     | 14,950      | 1000F4(※)     | 14,950      | 1000F4(※)     | 14,950      | 1000F4(※)     | 14,950        | 1000F4        | 14,950      |
| スズキ | GSX-R1000   | 14,700        | GSX-R1000(※)  | 14,900        | GSX-R1000(※)  | 14,900      | GSX-R1000     | 14,900      | GSX-R1000(※)  | 14,900      | GSX-R1000(※)  | 14,900        | GSX-R1000     | 14,900      |
| ヤマハ | YZF-R1      | 14,700        | YZF-R1        | 14,700        | YZF-R1        | 14,950      | YZF-R1        | 14,950      | YZF-R1        | 14,950      | YZF-R1        | 14,950→15,200 | YZF-R1        | 15,200      |

#### 性能調整
この選手権の特色として、特定メーカーの車両の成績が突出することを抑制するためシーズン中の性能調整が行われる事が挙げられる。2008年に導入され、当初は排気量の異なる2気筒車両のみを対象に吸気リストリクターの内径や最低重量の調整で行われていたが、2015年から2017年は最低重量の調整が無くなりリストリクターの内径調整のみに変更され、2018年から2024年の間は全ての車両を対象にレブリミットの調整で行われた。過去3大会の各社の車両の戦力を評価、FIMとドルナが戦力差が是正を要すると判断した場合に原則250rpm単位で、戦力が突出していると判断されたメーカーの車両に対しては削減、劣っていると判断されたメーカーの車両に対しては増加が認められた。戦力の評価はシーズン終了時にも行われ、終盤3大会の評価が翌シーズン開幕時の回転数に反映されることもあった。性能調整により変更されたレブリミットは車両のモデルチェンジ等、特に理由が無い場合を除き翌シーズン以降も適用され続けた。2023年と2024年、コンセッション対象のメーカーはトークンを消費して1回につき250rpm単位で増加できるようになった。2025年からはレブリミット規制に代えて燃料流量制限が導入され、2大会毎の成績に基づいて支配的とみなされるメーカーに対しては0.5kg/h単位で2.0kg/hまでを削減する。コンセッション対象メーカーは0.5kg/hずつの増加を選択することも可能。

##### レブリミットによる性能調整の適用例とその終焉
2019年、開幕時点でドゥカティのパニガーレV4Rに適用されたレブリミットは16,350rpmだったが、開幕より3大会終了時点でドゥカティのアルバロ・バウティスタが9レース全て2位以下を圧倒する速さで優勝していたため、FIMとドルナはドゥカティの戦力が突出していると判断、第4戦以降250rpm減じられて16,100rpmとなり、2023年までこの回転数が適用され続けた。2023年はドゥカティのバウティスタが終始圧倒、第4戦より250rpm、第7戦よりさらに250rpm、計500rpmが減じられた。一方、苦戦を強いられたカワサキは第4戦と第7戦以降各250rpmの計500rpm、ヤマハは第8戦以降に250rpmをコンセッションによって増加させている。だが、バウティスタがこれをものともせず連覇を果たしたこともあってレギュレーションの改定と共に性能調整のあり方が見直される事となった。バウティスタ以外のドゥカティ勢は必ずしも優勢ではなく、バウティスタがあまりにも圧倒的だったのは主に彼の体重の軽さによるためだと判断され、2024年はライダーの体重に応じた複合重量制が導入されることとなり、ドゥカティのレブリミットは16,100rpmに戻された。また、性能調整によるレブリミットの削減は原則として行わないこととなった(コンセッションによるレブリミットの増加は引き続き認められている)。2025年からはレブリミットに替えて燃料流量制御による性能調整の導入が予定されており、2024年はそのデータ採取のため各社2台ずつ、燃料流量計の装着が義務付けられた。

##### 燃料流量制限
2025年から性能調整の手段として燃料流量制限が導入された。2025年は全社4.7kg/hで開始、2戦毎の成績やラップタイム等により、0.5kg/h単位で最大2kg/hまで削減される。性能が振るわないメーカーはコンセッションを利用して0.5kg/hずつ増加させることも可能。燃料流量制限の導入に合わせてレブリミット規制は廃止された。

##### コンセッション
メーカー間・チーム間の戦力の均衡を目的に2018年からメーカーの車両アップデートを抑制するルールが導入された。これはカムシャフト等の改造部品を「コンセッションパーツ」として登録を義務付けアップデートの規制対象とするもので、成績上位メーカーは原則としてエンジンのアップデートが行えなくなっている。導入された2018年は上位3位以内のライダーにチャンピオンシップポイントとは別に、ドライコンディションのレース１・レース2の成績に応じたコンセッションポイントを与えメーカー毎に集計、3大会終了時の合計ポイントが最上位のメーカーから一定以上差のあるメーカーに対してシーズン中1回のコンセッションパーツのアップデートを、シーズン終了時の合計ポイント差によってオフシーズン中のコンセッションパーツのアップデートを認めるものだった。なお、シーズン中に2回ドライコンディションのレースで優勝したメーカーは以後シーズン中のコンセッションの権利を喪失する。コンセッションルールはその後細かい変更が加えられ、2022年シーズン終盤に大きく変更された。これには成績が低迷していたBMWとホンダを救済する目的があり、これら2社の成績低迷の原因はエンジンよりも車体にあるとの考えにより、本来レギュレーションで禁止されている、切削や穴開けによる加工およびスイングアームピボットやステアリングステムの大幅な位置変更や調整範囲を拡大したフレームをスーパーコンセッションパーツとして認めるものであった。これに伴いコンセッションパーツのアップデートの機会(コンセッションチェックポイント)を3大会毎に増加、コンセッションポイントの対象と配点を変更(上位3位→5位)し、併せて決勝レースのラップタイムを基にした「パフォーマンス計算」によりアップデートトークンを算出、このトークンを消費してコンセッションパーツのアップデートを行うようになった。スーパーコンセッションパーツの使用にはコンセッションパーツよりも多くのトークンが必要となる。2024年より、これまでコンセッションポイントの対象外だったスーパーポールレースをコンセッションポイントの対象とし、コンセッションチェックポイントが2大会毎となった。また、スーパーコンセッションパーツの対象をフレーム以外にも拡大、エンジンに関してもレギュレーション範囲を超えた改造が行えるようになった。

## 歴史

### 1988年-2002年
参戦車両の多様性を確保し車両間の性能の均衡を図るため、エンジンの気筒数毎に異なる排気量区分と最低重量が設定された。同一排気量であれば気筒数が多い方が高回転・高出力化に有利なため、気筒数が少ないほど排気量上限が大きく、最低重量も軽く設定され、4気筒は600-750cc・162kg、3気筒は600-900cc・155kg、2気筒は750-1,000cc・147kgであった。
選手権が始まった当初、国産4気筒車両の排気量は皆上限の750ccに達していたのに対し、2気筒車両であるドゥカティの参戦車両851の排気量は851ccと上限の1,000ccに達していなかったこともあってこの排気量上限と最低重量の設定は妥当なものだと考えられていたが、開催年を重ねるに連れて2気筒車両の優位性が顕在化していくことになる。開催初年度の1988年から2年連続でホンダのフレッド・マーケルがライダーズタイトルを、1990年までの3年連続でホンダが750cc4気筒のVFR750R(RC30)でマニュファクチャラーズタイトルを獲得したが、ドゥカティは3年目の1990年に排気量を888ccに拡大した851SP2を投入しレイモン・ロッシュがライダーズタイトルを獲得、翌1991年にも888でダグ・ポーレンがライダーズタイトルを獲得するとともに初のマニュファクチャラーズタイトルを獲得、以後毎年のようにライダー・マニュファクチャラー両タイトルを獲得していった。ドゥカティは参戦車両のモデルチェンジの度に排気量を拡大、1995年の916CORSA(996cc)でほぼ上限に達する頃には国産4社を圧倒していた。この間、1993年にカワサキのスコット・ラッセルがライダーズタイトルを獲得しているが、マニュファクチャラーズタイトルはドゥカティが1996年まで6年連続で獲得している。FIMは車両レギュレーションが2気筒車両に有利に働いていると判断、1996年より最低重量を気筒数に関わらず162kgに統一した。国産4社は排気量上限の見直しを求めていたが、こちらは受け入れられなかった。
この間、1995年に生起した永井康友の死亡事故を受け安全性向上のためトレー状のアンダーカウルの義務化、ステップ先端の形状変更といったレギュレーション変更が行われている
1997年にホンダとジョン・コシンスキーがライダー・マニュファクチャラー両タイトルを獲得、ドゥカティに一矢報いたものの、ホンダはこの先750cc4気筒では1,000cc2気筒に勝てないと判断し2000年以降1,000ccV型2気筒エンジン搭載のVTR1000SPWを投入、その結果コーリン・エドワーズが2000年と2002年、2度のライダーズタイトルを獲得したが、参戦台数が少なかったこともありマニュファクチャラーズタイトルは未獲得に終わっている。
この時期、スズキも2気筒車両への転向を模索しており1998年にTL1000Rを発売、スーパーバイク世界選手権への実戦投入には至らなかったものの、後にビモータがこのエンジンをSB8に採用、2000年シーズンに1勝を挙げている。
1999年、アプリリアが2気筒1,000ccのRSV1000Mille-SPで参戦を開始した。この年ドゥカティのカール・フォガティが4度目のタイトルを獲得している。
2000年、ヤマハ・YZF-R7を駆る芳賀紀行がエドワーズと年間王者を争ったが(年間2位)、トロイ・コーサーが参戦2年目のアプリリアRSV1000で年間5勝を挙げるなど2気筒車両の優位性はさらに色濃くなった。4気筒車両が2気筒車両と互角の戦いをしたのはこのシーズンが最後であり、翌2001年、4気筒車両は全26レース中スズキ・GSX-R750を駆ったピエールフランチェスコ・キリのわずか1勝のみに終わり、もはや2気筒の有利は決定的なものであった。
当時、国産4社のスーパースポーツの主力モデルは900cc-1,000ccの4気筒車両に移っており、750cc4気筒のスーパースポーツ車両はレースのためだけに販売されている状態になりつつあった。市場が縮小している750cc車両で2気筒優遇レギュレーションの勝てないレースをしても市販車の販促にはつながらず、国産4社は2002年から4ストローク化されるロードレース世界選手権(MotoGP)に注力することを選択、ヤマハはすでに2000年限りでワークスチームを撤退させており、ホンダとカワサキも2002年限りでワークスチームを撤退させる決定をするなど、スーパーバイク世界選手権への関与は大幅に縮小されていった。
2002年、車両間の性能バランス調整のため4気筒車両の最低重量を2気筒車両よりも5kg軽くするレギュレーション変更が行われたが、内訳は2気筒車両2kg増、4気筒車両3kg減と4気筒勢により多くの負担を強いるもので実効性は無く、ついに4気筒勢の表彰台は皆無となった。
本レギュレーション下で行われた15年間のマニュファクチャラーズタイトル獲得数は2気筒のドゥカティ11回に対し4気筒のホンダ4回、ライダーズタイトルにおいても2気筒車両によるもの11回に対し、4気筒車両によるもの4回と2気筒勢が圧倒しており、2気筒車両の優位は明らかだった。当時のスーパーバイク世界選手権はイタリアのFGスポーツが運営しており、同じイタリア企業のドゥカティを優遇していたとの見方も強い。

### 2003年-2007年
2003年、排気量上限は気筒数に関わらず1,000ccに統一された。
ホンダ・CBR954RRやヤマハ・YZF-R1、スズキ・GSX-R1000といった日本製1,000ccクラス4気筒スーパースポーツ車の市場拡大は無視できないものとなっており、これらの車両の参戦を認めることは国産メーカーの目を再びスーパーバイク世界選手権に向けさせ参加車両の多様性を確保するためにも避けられないものであった。2気筒・4気筒の排気量上限が同一となったため性能の均衡は吸気リストリクターの装着によって行われる事となり、4気筒車両は内径32.5mm以下、2気筒車両は内径50mm以下の物の装着が義務付けられたが、2気筒車両への装着義務は4気筒車両から1年遅れとなる2004年からであった。
2003年はホンダとアプリリアがワークス・チームを撤退させたこともあり全レースでドゥカティが優勝、「ドゥカティカップ」と揶揄されたほどであったが、国内メーカーで唯一ワークス参戦を続けていたスズキがGSX-R1000で複数回の表彰台を獲得している。また、かつての王者カール・フォガティがペトロナスと組んで自らのチームを立ち上げ、900cc3気筒マシンであるペトロナスFP1で参戦した(しかし2006年限りで撤退)。
この年の7月10日、FIMとFGスポーツより、翌2004年シーズンからタイヤをワンメイク化、ピレリが供給することが発表された。当時のタイヤ競争はミシュランとダンロップが覇を競っていたが2002年以降ミシュランが圧倒、2002年はホンダワークスのエドワーズとドゥカティワークスのベイリスが全26レース中玉田誠の1勝を除いた25勝、2003年はドゥカティワークスのニール・ホジソンとルーベン・チャウスが全24レース中21勝(7月10日時点では14レース中13勝)するなど、ミシュランタイヤを使用するごく限られた一部のチーム及びライダーに勝者が集中するまさに異常事態となっていた。タイヤのワンメイク化は勝者が固定されるのを避け興行を盛り上げるためにも妥当な選択であったが、この発表は他のタイヤメーカーや車両メーカーへの事前の協議はおろか通告すらなく行われたもので、ピレリがそのサプライヤーに選定された背景も不透明であった。国産4社はこれに強く反対したが決定は覆らず、2004年以降の不参加を表明した。
2004年、各方面の反対を押し切りタイヤのワンメイク化が導入された。この年、ホンダがCBR1000RRを、カワサキがニンジャZX-10Rを発売、国産4社の1,000ccスーパースポーツが出揃ったが、国産4社は強引なタイヤワンメイク化に反対し不参加を表明していたため、国産車両での参戦は欧州のプライベーターが独自に行なった。
この年より、前年までスポーツランドSUGOで行われていた日本ラウンドが開催されなくなった。これはFGスポーツによる国産4社不参加への報復だったとも言われているが、元々日本ラウンドは集客に難があり、国産4社の不参加は開催地から外すという判断のきっかけに過ぎないとの見方もある。
この年のタイトルはドゥカティのジェームズ・トースランドが獲得したが、テンケイト・ホンダのクリス・バーミューレンが4勝を上げる活躍を見せている。プライベーター参戦ながら1,000cc4気筒車両には十分な戦闘力があり、タイヤのワンメイク化も戦力の均衡に大いに寄与しドゥカティ一強の状態は是正されつつあった。国産4社は翌年以降プライベーターへのサポートを強化、スズキとヤマハは準ワークス体制となった。2005年にはスズキのトロイ・コーサーが年間タイトルを獲得、スズキにとっても初のマニュファクチャラーズタイトルをもたらした、2007年にはホンダのジェームス・トスランドが年間タイトルを獲得したが、マニュファクチャラーズタイトルはヤマハが獲得した。
ドゥカティはこの時期を999で参戦、2003年、2004年、2006年のタイトルを獲得していたが、レースでの活躍に反し999の販売は思わしいものではなかった。ドゥカティは2007年に999の後継車両として排気量1,099ccの1098を発売、人気車種となり販売も好調だったが、スーパーバイク世界選手権には使用できないため150台限定生産の999Rで参戦した。ドゥカティは高回転・高出力化に不利な2気筒が4気筒と同じ排気量であることに異議を唱え、2気筒車両の排気量を拡大するようレギュレーション改定を訴えていた。

### 2008年-2014年
2008年、ドゥカティのロビー活動が実を結び、2気筒車両の最大排気量が1,200ccに引き上げられた。排気量の拡大が認められた代わりに1,200cc車両の改造範囲は縮小、最低重量は1,000cc車両よりも重く設定され、吸気リストリクターの装着義務は2気筒のみとなった。合わせてシーズン中の性能調整が導入され、4気筒勢との成績の差に応じた最低重量の増減、吸気リストリクターの内径変更による吸気量調整を行うことになっていた。
2008年はドゥカティ・1098を駆るトロイ・ベイリスが自身3度目のタイトルを獲得している。しかし、ホンダは最重要視している鈴鹿8時間耐久ロードレースがシリーズに組み込まれている世界耐久選手権のレギュレーション改定と市販車のCBRがフルモデルチェンジ(SC57→SC59)した結果、テン・ケイトチームへのワークスエンジンの供給を終了している。
2009年よりBMWがS1000RRでワークス参戦を開始、また、2003年以降撤退していたアプリリアもV型4気筒のRSV4で復帰した。この年ヤマハのベン・スピーズがライダーズタイトルを獲得、ヤマハも初のマニュファクチャラーズタイトルを獲得している。
この頃から世界同時不況の影響により、参戦台数は減少へと向かうこととなる。ヤマハはMotoGPへの注力のため2011年限りで一時撤退した(2016年に復帰)。一方、カワサキはモータースポーツ活動の主戦場を撤退したMotoGPからスーパーバイク世界選手権に変更、2009年よりワークス体制となった。
2011年、ドゥカティはMotoGPへ注力するためワークス参戦を中止、プライベーターのみの参戦となったが、この年のタイトルはアルテア・ドゥカティチームのカルロス・チェカが獲得した。
この時期最も成功したマニュファクチャラーはアプリリアで、マックス・ビアッジ(2010年、2012年)とシルヴァン・ギュントーリ(2014年)が計3回のライダーズタイトルを獲得、マニュファクチャラーズタイトルも4度獲得(2010年、2012-2014年)している。アプリリアは当初、RSV4のカムシャフトの駆動機構を市販状態のチェーンからカムギアトレーンに変更して参戦していたが、2011年以降、レギュレーション変更によりカムシャフトの駆動方式は市販車両から変更不可となった。
2012年、コストを削減し参戦台数を確保する事を目的として、使用できる車両はライダー1人に付き1台のみ、予備車両のピットへの持ち込みが禁止された。
2013年、ホイールの直径を市販車と同じ17インチに統一し素材をアルミに限定(マグネシウムホイール禁止)、2気筒車両と4気筒車両の最低重量を165kgに統一するレギュレーション変更が実施された。この年、カワサキニンジャZX-10Rを駆るトム・サイクスがライダーズタイトルを獲得、1993年以来、20年ぶりにカワサキにタイトルをもたらした。この年を最後にBMWはワークス参戦を停止、以後プライベーターへのサポートのみ行っていたが、2019年にワークス参戦を再開している。
この年から主催者がMotoGPと同じ、ドルナスポーツに変更となった。これは、これまでの主催団体であったインフロントモータースポーツ(旧FGスポーツ)とドルナスポーツ両社の親会社が企業買収により同一資本傘下となったのを受けてのことである。
2014年、参戦台数の減少は深刻であり、これに歯止めをかけるためさらなる方策としてエンジンの年間使用基数制限(8基)、ギヤボックスのギヤ比は年間2種類のみ使用可能とされ、さらにエンジン無改造のEvoクラスがこの年限りで導入された。カワサキはこのEvoクラスにもワークス参戦、ダビド・サロムがクラスタイトルを獲得した。EvoクラスにはビモータがBMW・S1000RRのエンジンを独自のフレームに搭載したBB3で参戦、カワサキ、ドゥカティとEvoクラスの覇を競ったが車両生産数がホモロゲーション取得に必要な台数を満たさなかったため、全戦失格となった。

### 2015年-2017年
2015年、参戦コストのさらなる削減を目的に改造範囲が大幅に狭められた。改造範囲は2気筒・4気筒共通となり、これまで許可されていた4気筒車両でのピストンの変更は禁止に、コンロッドも軽量な物への変更が禁止されたため変更が許される主なエンジン部品は実質カムシャフトのみとなった。クランクシャフトについてもこれまでは重量の変化が±15%まで認められていたが、±5%に縮小された。また、ECUに8,000ユーロの価格上限が設定され、プライベーターでも希望すればワークスチームと同じ物が使用可能となった。シーズン中変速機のギヤ比は変更不可となり、エンジンの年間使用基数は7基となった。外観上の大きな変更として、市販車レースであることのアピール強化のためカウリングにダミーヘッドライトのグラフィックを施す事が義務付けられた。
この年、ホンダからカワサキに移籍したジョナサン・レイが初タイトルを獲得、カワサキも初のマニュファクチャラーズタイトルを獲得した。以後、カワサキとレイは2020年まで6年連続で両タイトルを獲得した。
アプリリアはMotoGPへ復帰するため2015年限りでワークス参戦を停止、2016年以降はプライベーターのみが参戦している。
スズキもMotoGPへの注力のため、2015年限りでスーパーバイク世界選手権への参戦を停止している。
2016年、ヤマハがワークス体制で復帰した。この年よりレース1を土曜、レース2を日曜に行うようになった。
2017年、スロットルボディを市販状態から変更することが禁止された。これにより、市販状態でライド・バイ・ワイヤを採用していない車種を部品交換によりライド・バイ・ワイヤ化することができなくなった。
この年、レース2のグリッドに、レース1の表彰台に立ったライダーが3列目スタートとなる変則リバースグリッドが導入された。レース1とレース2の展開が似通ったものになることを防ぎ、レースの見所であるオーバーテイクを多くするためとされたが、すでに2連覇を遂げていたレイとカワサキのさらなる連覇を防ぐ目的があったとも言われている。だが、オーバーテイクを得意とするレイにとってこれは大きなハンデとはならず、むしろライバル勢に不利な展開となることも少なくなく、ジョナサン・レイとカワサキがタイトルを獲得、3連覇を達成した。

### 2018年-2023年
2018年、コストの削減と戦力の均一化を図るため、主要部品の認証制及び上限価格の設定、充電系、搭載バッテリーもノーマルのままにする事が義務づけられ、成績上位メーカーの開発を抑制するコンセッションルールが導入された。また、車種間の性能バランスを取るための方法として従来の吸気リストリクターを廃止、代わりに車種毎のレブリミット規制が導入された。この際適用された4気筒車両のレブリミットは原則一律14,700rpmであったが、ドルナとFIMは3連覇中のジョナサン・レイとカワサキの戦力が突出していると判断、接戦を演出するためカワサキ・ニンジャZX-10RRのレブリミットは本来の数値より600rpm低い14,100rpmと定められた。このハンディキャップを課せられたにもかかわらずレイとカワサキはタイトルを獲得、4連覇となった。
2019年、3レース制が導入され、日曜にスーパーポールレースが行われるようになった。
この年より新たにホモロゲーションを取得する車両は改造範囲を縮小、コンロッドの変更が完全に禁止されクランクシャフトへの加工による重量変更は±3%以内となった。カワサキはエンジンに改良を加えた新型ニンジャZX-10RRを投入、新型車両のため昨年のように規定よりも露骨に低いレブリミットを適用されることはなく、レブリミットは14,600rpmとされた。ドゥカティはタイトル奪還のために伝統の2気筒から4気筒に転向、カタログ値221ps/15,250rpmと従来の市販車の常識を超えた最高回転数と最高出力のパニガーレV4Rを投入した。適用されたレブリミットは16,350rpmと突出しており、レースにおいてもライバル車両を圧倒する動力性能を発揮、この年MotoGPから転向したアルバロ・バウティスタのライディングとの相性も極めて良好で、性能調整により第4戦以降レブリミットを250rpm減じられたものの開幕から11連勝とレイをも圧倒する速さを見せた。これでついにレイの連覇にピリオドが打たれるかと思われたが、バウティスタはシーズン中盤より転倒するレースが目立ち始め、自滅する形でポイントリーダーの座から転落してしまった。中盤以降はV4R対策を練り上げたカワサキとレイが連勝を重ね5連覇を達成、バウティスタは年間2位に終わり、ドゥカティは2011年以来のタイトル奪回を果たせなかった。
2020年、COVID-19の世界的な蔓延により第2戦以降のカレンダーは再編され、当初予定されていた全13戦から全8戦へと大幅に短縮されたシーズンとなった。タイトルはライダー、マニュファクチャラー共にレイとカワサキが6連覇を達成したが、2年目で熟成の進んだパニガーレV4Rの前に苦戦を強いられる事も多く、マニュファクチャラーズタイトルは2位のドゥカティとわずか1ポイント差と僅差であった。
この年ホンダは2002年以来、18年ぶりにワークスチームを復活させた。前年ドゥカティでレイを圧倒する走りを見せたバウティスタをチームに招き、完全新設計の新型CBR1000RR-Rを投入したが表彰台はバウティスタの3位1回に留まりあまり目立つ成績を上げることは出来なかった。
2021年、カワサキはニンジャZX-10RRをモデルチェンジ、エンジンに軽量ピストンを採用し高回転化を図ったがFIMはこれを新しいエンジンとは認めずレブリミットは従来と同じ14,600rpmに据え置かれた。カワサキはレブリミットを15,100rpmと見込んで車両を開発していたが、レブリミットが発表されたのは開幕戦フリー走行の前々日と差し迫ったものであり、カワサキは根本的な対策を打てないままシーズンを戦う事となった。チャンピオンシップは近年稀に見る激戦となった。シーズン中盤よりヤマハ移籍2年目のトプラク・ラズガットリオグルがレイを上回る速さと強さを発揮、7連覇を目指すレイとのポイント争いは最終戦までもつれ込み、結果ラズガットリオグルが13p差でトルコ人初のライダーズタイトルを獲得した。ヤマハは車両開発でも長足の進歩を遂げ、スーパーポールレース用ソフトタイヤをフルディスタンスのレースでも最後まで保たせる事に成功、これが大きな武器となり、ラズガットリオグル以外のライダーの活躍もめざましくマニュファクチャラーズタイトルも獲得、この2009年以来となる両タイトル獲得によりレイとカワサキの連覇は6で途絶えることとなった。
2022年、バウティスタはホンダからドゥカティに復帰、2019年に比べ一発の速さは鳴りを潜めたもののミスや転倒が激減、パニガーレV4Rとの相性も抜群で他者の追随を許さぬ加速力と最高速を武器にシーズンを通して安定した成績を挙げ、ドゥカティに2011年以来、実に11年ぶりとなるライダー、マニュファクチャラー両タイトルをもたらした。また、この年の終盤戦から成績が低迷しているホンダとBMWを救済する目的でスーパーコンセッションが導入された。
2023年、ドゥカティはパニガーレV4Rをモデルチェンジ、物価高騰の影響により車両販売価格は従来の40,000ユーロ以内に収まらず、これに伴いレギュレーションの車両上限価格は44,000ユーロに改められた。新型を得たバウティスタはもはや敵無しでドゥカティは途中2回の性能調整によりレブリミットを計500rpm減じられたもののバウティスタは年間36レース中27勝を挙げ最多勝記録を更新、圧倒的な勝率でライダー・マニュファクチャラー共に2年連続のタイトルを獲得した。

## 歴代チャンピオン
| 年     | ライダー                     | ライダー                 | マニュファクチャラー | マニュファクチャラー |
| 年     | ライダー                     | メーカー/マシン          | メーカー             | 車種                 |
| ------ | ---------------------------- | ------------------------ | -------------------- | -------------------- |
| 1988年 | フレッド・マーケル           | ホンダ/VFR(RC30)         | ホンダ               | VFR(RC30)            |
| 1989年 | フレッド・マーケル           | ホンダ/VFR(RC30)         | ホンダ               | VFR(RC30)            |
| 1990年 | レイモン・ロッシュ           | ドゥカティ/851SP2        | ホンダ               | VFR(RC30)            |
| 1991年 | ダグ・ポーレン               | ドゥカティ/888           | ドゥカティ           | 888                  |
| 1992年 | ダグ・ポーレン               | ドゥカティ/888           | ドゥカティ           | 888                  |
| 1993年 | スコット・ラッセル           | カワサキ/ZXR750          | ドゥカティ           | 888                  |
| 1994年 | カール・フォガティ           | ドゥカティ/916           | ドゥカティ           | 916                  |
| 1995年 | カール・フォガティ           | ドゥカティ/916           | ドゥカティ           | 916                  |
| 1996年 | トロイ・コーサー             | ドゥカティ/916           | ドゥカティ           | 916                  |
| 1997年 | ジョン・コシンスキー         | ホンダ/RVF/RC45          | ホンダ               | RVF/RC45             |
| 1998年 | カール・フォガティ           | ドゥカティ/996           | ドゥカティ           | 996                  |
| 1999年 | カール・フォガティ           | ドゥカティ/996           | ドゥカティ           | 996                  |
| 2000年 | コーリン・エドワーズ         | ホンダ/VTR1000SPW        | ドゥカティ           | 996                  |
| 2001年 | トロイ・ベイリス             | ドゥカティ/996R          | ドゥカティ           | 996R                 |
| 2002年 | コーリン・エドワーズ         | ホンダ/VTR1000SPW        | ドゥカティ           | 998 F02              |
| 2003年 | ニール・ホジソン             | ドゥカティ/999 F03       | ドゥカティ           | 999 F03              |
| 2004年 | ジェームス・トスランド       | ドゥカティ/999 F04       | ドゥカティ           | 999 F04              |
| 2005年 | トロイ・コーサー             | スズキ/GSX-R1000         | スズキ               | GSX-R1000            |
| 2006年 | トロイ・ベイリス             | ドゥカティ/999 F06       | ドゥカティ           | 999 F06              |
| 2007年 | ジェームス・トスランド       | ホンダ/CBR1000RR         | ヤマハ               | YZF-R1               |
| 2008年 | トロイ・ベイリス             | ドゥカティ/1098 F08      | ドゥカティ           | 1098 F08             |
| 2009年 | ベン・スピーズ               | ヤマハ/YZF-R1            | ヤマハ               | YZF-R1               |
| 2010年 | マックス・ビアッジ           | アプリリア/RSV4          | アプリリア           | RSV4                 |
| 2011年 | カルロス・チェカ             | ドゥカティ/1198R         | ドゥカティ           | 1198R                |
| 2012年 | マックス・ビアッジ           | アプリリア/RSV4          | アプリリア           | RSV4                 |
| 2013年 | トム・サイクス               | カワサキ/ニンジャZX-10R  | アプリリア           | RSV4                 |
| 2014年 | シルバン・ギュントーリ       | アプリリア/RSV4          | アプリリア           | RSV4                 |
| 2015年 | ジョナサン・レイ             | カワサキ/ニンジャZX-10R  | カワサキ             | ニンジャZX-10R       |
| 2016年 | ジョナサン・レイ             | カワサキ/ニンジャZX-10R  | カワサキ             | ニンジャZX-10R       |
| 2017年 | ジョナサン・レイ             | カワサキ/ニンジャZX-10RR | カワサキ             | ニンジャZX-10RR      |
| 2018年 | ジョナサン・レイ             | カワサキ/ニンジャZX-10RR | カワサキ             | ニンジャZX-10RR      |
| 2019年 | ジョナサン・レイ             | カワサキ/ニンジャZX-10RR | カワサキ             | ニンジャZX-10RR      |
| 2020年 | ジョナサン・レイ             | カワサキ/ニンジャZX-10RR | カワサキ             | ニンジャZX-10RR      |
| 2021年 | トプラク・ラズガットリオグル | ヤマハ/YZF-R1            | ヤマハ               | YZF-R1               |
| 2022年 | アルバロ・バウティスタ       | ドゥカティ/パニガーレV4R | ドゥカティ           | パニガーレV4R        |
| 2023年 | アルバロ・バウティスタ       | ドゥカティ/パニガーレV4R | ドゥカティ           | パニガーレV4R        |
| 2024年 | トプラク・ラズガットリオグル | BMW/M1000RR              | ドゥカティ           | パニガーレV4R        |

## 主な日本人ライダー
今シーズン

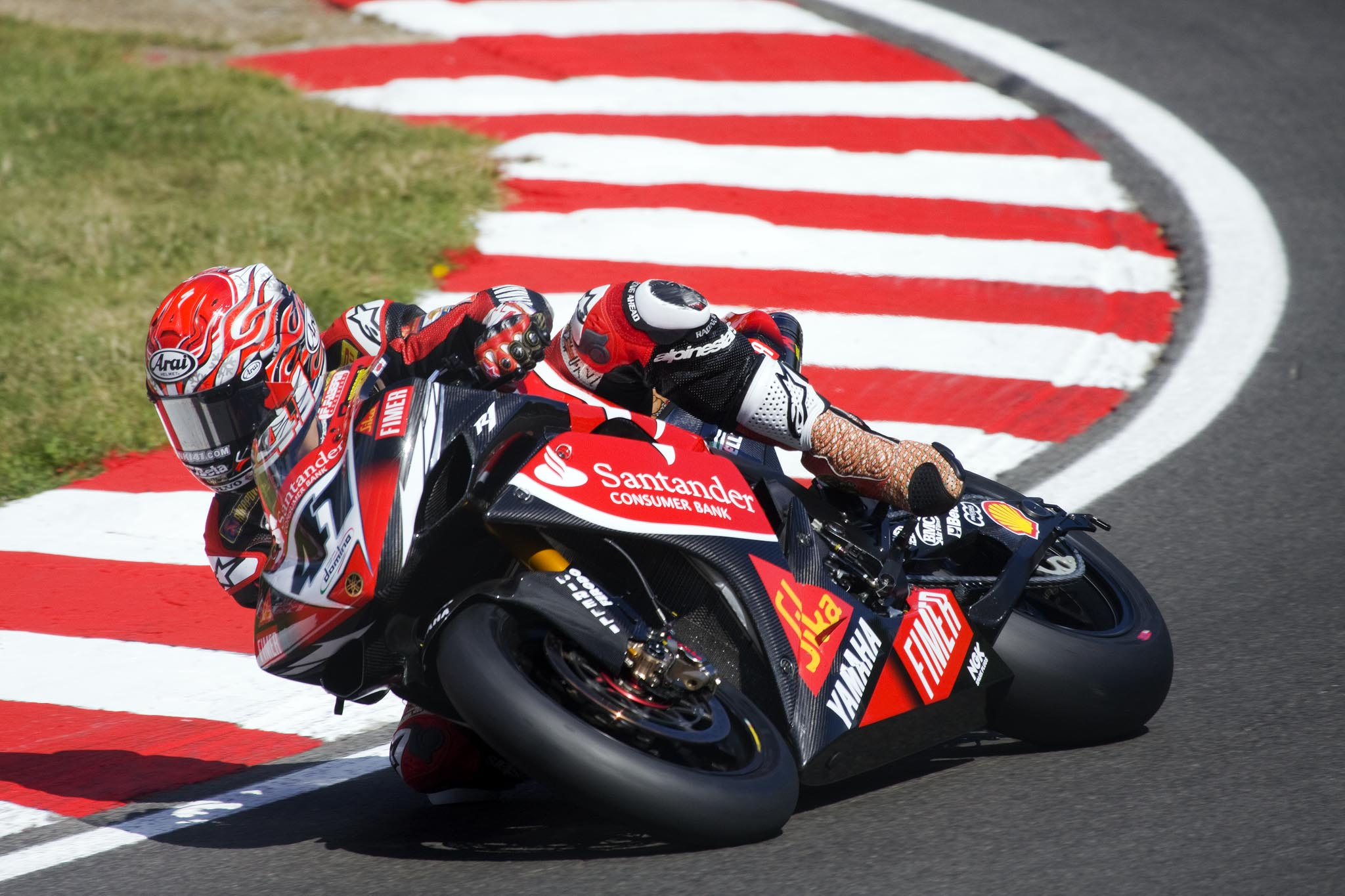
2008年のブランズ・ハッチを走る芳賀紀行とヤマハYZF-R1。

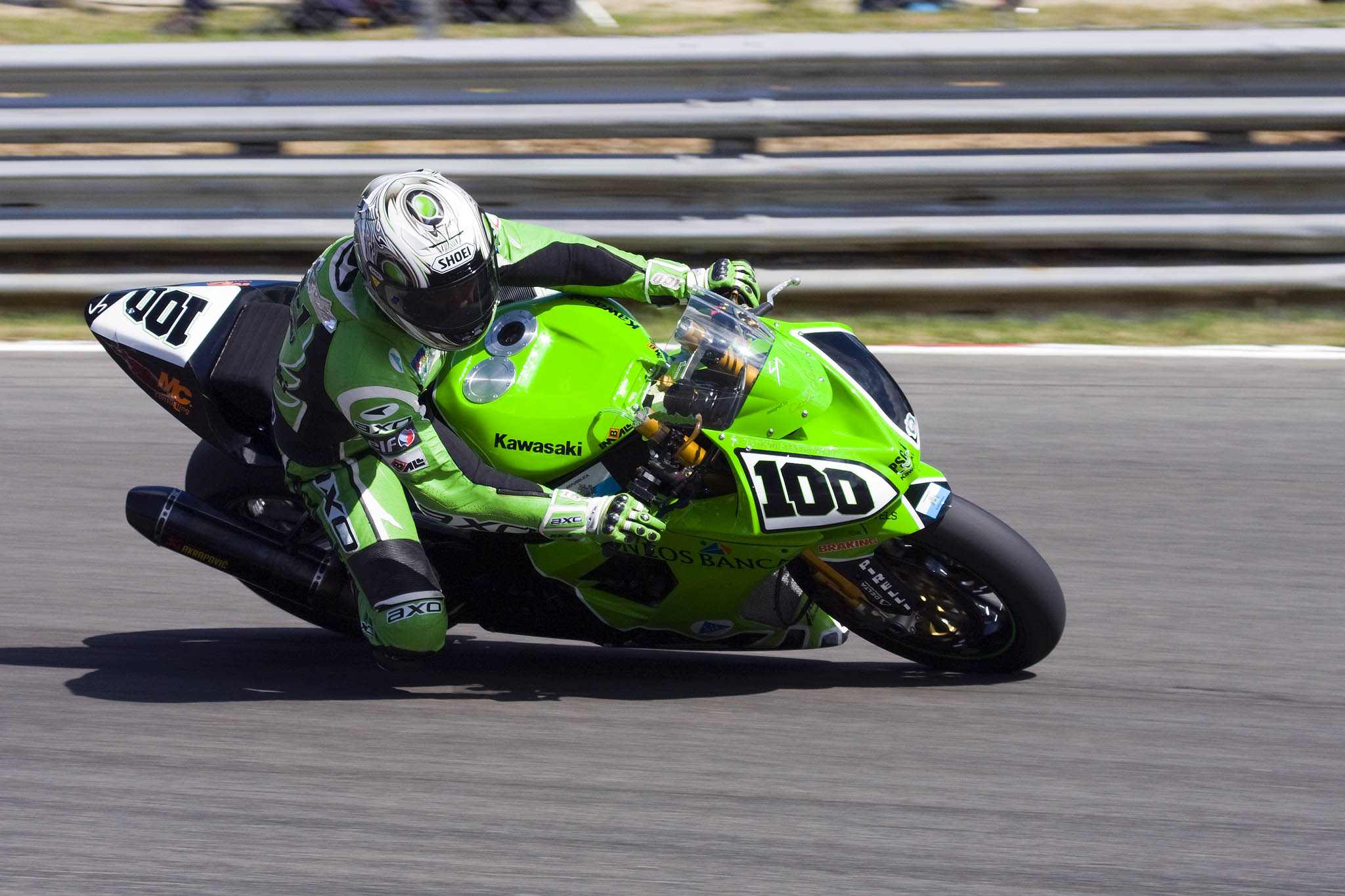
カワサキ・ZX-10Rでブランズハッチを走る玉田誠（2008年8月）

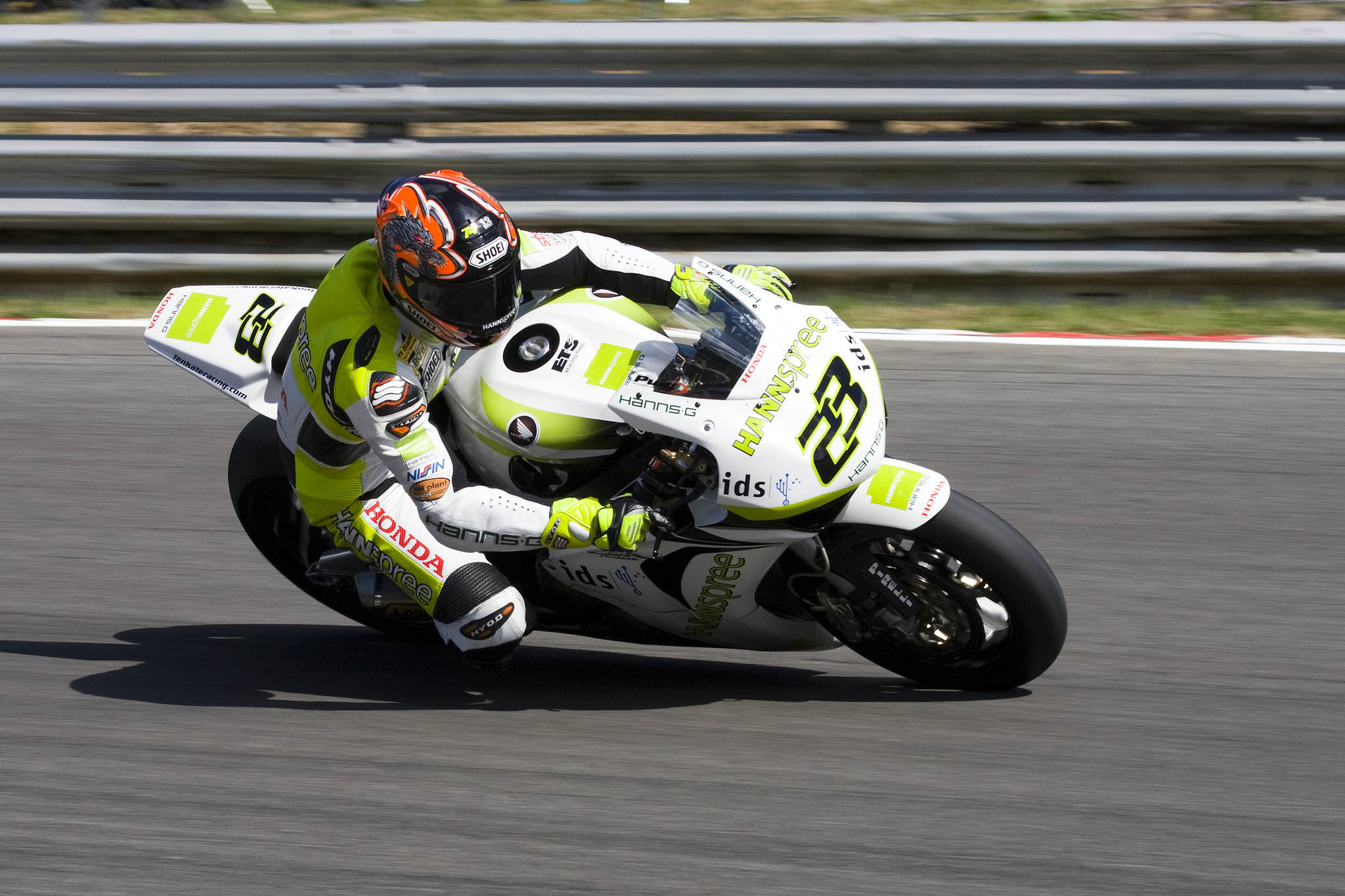
ホンダ・CBR1000RRを駆る清成龍一(2008年)

- 2023年の日本人参戦はスポット参戦した水野涼以外無し

### 歴代
- 野左根航汰 2021年 - 2022年(ヤマハ)
- 高橋巧 2020年(ホンダ)
- 清成龍一 2008年 - 2009年、2019年(ホンダ)[10]

2013年シーズンから2018年シーズンまでエントリーしている日本人ライダーはいない。
- 青山博一 2012年(ホンダ
- 芳賀紀行 1998年 - 2000年(ヤマハ)、2002年(アプリリア)、2004年(ドゥカティ)、2005年 - 2008年(ヤマハ)、2009年 - 2010年(ドゥカティ)、2011年(アプリリア)
- 玉田誠 2008年 - 2009年(カワサキ)、2010年(BMW)、2011年(ホンダ)
- 加賀山就臣 2005年 - 2009年(スズキ)
- 中野真矢 2009年(アプリリア)
- 中冨伸一 2006年 - 2008年(ヤマハ)
- 青山周平 2008年(ホンダ)
- 阿部典史 2005年 - 2006年(ヤマハ)
- 井筒仁康 2002年(カワサキ)
- 柳川明 1997年 - 2001年(カワサキ)
- 岡田忠之 2001年(ホンダ)
- 藤原克昭 1999年 - 2000年(スズキ
- 青木治親 2000年(ドゥカティ)
- 吉川和多留 1996年(ヤマハ)
- 永井康友 1995年(ヤマハ)